# 利伯塔德 (科赫德斯州)
利伯塔德（西班牙語：Libertad），是委內瑞拉的城鎮，位於該國西部科赫德斯州，是里考爾特市的首府，始建於1751年1月3日，該市有10間小學和1間幼稚園，2001年人口17,000。